# Ringer (kulle i Antarktis)
Ringer är en kulle i Antarktis. Den ligger i Östantarktis. Nya Zeeland gör anspråk på området. Toppen på Ringer är 1 024 meter över havet.
Terrängen runt Ringer är lite bergig. Trakten är obefolkad. Det finns inga samhällen i närheten. 